# Ministerios de Brasil
El poder ejecutivo en Brasil es compuesto actualmente por 31 ministerios, 3 secretarías de la presidencia con estatus de ministerio y 3 órganos con estatus de ministerio. Cada ministerio es responsable por una área específica y es liderado por un ministro. 
Los ministros son escogidos por el presidente de la República cada mandato, que actualmente en Brasil es de cuatro años.

## Ejecución y directrices

Bandera del Ministro de Estado de Defensa de Brasil.

De entre los Ministerios y respectivas Autarquías que componen el Gobierno Federal, el más antiguo es el de Justicia, creado en 3 de julio de 1822, por el Príncipe Regente D. Pedro, con nombre de Secretaría de Estado de Negocios de la Justicia. Los ministros auxilian el presidente de la República en el ejercicio del Poder Ejecutivo. El de Relaciones Exteriores, por ejemplo, asesora en la formulación y ejecución de la política externa brasileña.
Los Ministerios elaboran normas, acompañan y evalúan los programas federales, formulan e implementan las políticas para los sectores que representan. Son los encargados de establecer estrategias, directrices y prioridades en la aplicación de los recursos públicos.
El último Ministerio creado se trata de la transformación de la Secretaría Especial de Aquicultura y Pesca (SEAP) en Ministerio de la Pesca y Aquicultura (MPA), por la ley 11.958/09 de 26 de junio de 2009.

## Gabinete actual de Brasil
La tabla a continuación muestra la relación con el presidente, Vicepresidente y ministerios, los ocupantes de la cartera, el partido político y la fecha de inicio del mandato. 
Ministros del gobierno de Luiz Inácio Lula da Silva:

### Ministerios
| Ministerio                                                  | Fotografía         | Titular                      | Período                 | Período                 | Partido | Partido | Ref    |
| Ministerio                                                  | Fotografía         | Titular                      | Inicio                  | Fin                     | Partido | Partido | Ref    |
| ----------------------------------------------------------- | ------------------ | ---------------------------- | ----------------------- | ----------------------- | ------- | ------- | ------ |
| Agricultura, Ganadería y Abastecimiento                     |                    | Carlos Fávaro                | 1 de enero de 2023      | En el cargo             |         |         |        |
| Ciudades                                                    |                    | Jader Barbalho Filho         | 1 de enero de 2023      | En el cargo             |         |         | [ 1 ]  |
| Ciencia, Tecnología e Innovación                            |                    | Luciana Santos               | 1 de enero de 2023      | En el cargo             |         |         |        |
| Comunicaciones                                              |                    | Juscelino Filho              | 1 de enero de 2023      | En el cargo             |         |         |        |
| Cultura                                                     |                    | Margareth Menezes            | 1 de enero de 2023      | En el cargo             |         | Ind.    | [ 2 ]  |
| Defensa                                                     |                    | José Múcio                   | 1 de enero de 2023      | En el cargo             |         |         |        |
| Deporte                                                     |                    | Ana Moser                    | 7 de marzo de 2023      | 6 de septiembre de 2023 |         | Ind.    | [ 3 ]  |
| Deporte                                                     |                    | André Fufuca                 | 6 de septiembre de 2023 | En el cargo             |         |         | [ 4 ]  |
| Desarrollo Agrario y Agricultura Familiar                   |                    | Paulo Teixeira               | 1 de enero de 2023      | En el cargo             |         |         |        |
| Desarrollo, Industria, Comercio y Servicios                 |                    | Geraldo Alckmin              | 1 de enero de 2023      | En el cargo             |         |         | [ 5 ]  |
| Desarrollo y Asistencia Social, Familia y Combate al Hambre |                    | Wellington Dias              | 1 de enero de 2023      | En el cargo             |         |         |        |
| Derechos Humanos y Ciudadanía                               |                    | Silvio Almeida               | 1 de enero de 2023      | En el cargo             |         | Ind.    |        |
| Educación                                                   |                    | Camilo Santana               | 1 de enero de 2023      | En el cargo             |         |         |        |
| Emprendimiento, Microempresa y Pequeña Empresa              |                    | Márcio França                | 6 de septiembre de 2023 | En el cargo             |         |         |        |
| Hacienda                                                    |                    | Fernando Haddad              | 1 de enero de 2023      | En el cargo             |         |         |        |
| Gestión e Innovación en los Servicios Públicos              |                    | Esther Dweck                 | 1 de enero de 2023      | En el cargo             |         | Ind.    |        |
| Igualdad Racial                                             |                    | Anielle Franco               | 1 de enero de 2023      | En el cargo             |         | Ind.    |        |
| Integración y Desarrollo Regional                           |                    | Waldez Góes                  | 1 de enero de 2023      | En el cargo             |         |         |        |
| Justicia y Seguridad Pública                                |                    | Flávio Dino                  | 1 de enero de 2023      | En el cargo             |         |         |        |
| Medio Ambiente y Cambio Climático                           |                    | Marina Silva                 | 1 de enero de 2023      | En el cargo             |         |         | [ 6 ]  |
| Minas y Energía                                             |                    | Alexandre Silveira           | 1 de enero de 2023      | En el cargo             |         |         |        |
| Mujeres                                                     |                    | Cida Gonçalves               | 1 de enero de 2023      | En el cargo             |         |         |        |
| Pesca y Acuicultura                                         |                    | André de Paula               | 1 de enero de 2023      | En el cargo             |         |         |        |
| Planificación y Presupuesto                                 |                    | Simone Tebet                 | 1 de enero de 2023      | En el cargo             |         |         | [ 7 ]  |
| Puertos y Aeropuertos                                       |                    |                              |                         |                         |         |         |        |
|                                                             | Silvio Costa Filho | 6 de septiembre de 2023      | En el cargo             |                         |         | [ 8 ]   |        |
| Pueblos Indígenas                                           |                    | Sônia Guajajara              | 1 de enero de 2023      | En el cargo             |         |         |        |
| Relaciones Exteriores                                       |                    | Mauro Vieira                 | 1 de enero de 2023      | En el cargo             |         | Ind.    |        |
| Relaciones Institucionales                                  |                    | Alexandre Padilha            | 1 de enero de 2023      | En el cargo             |         |         |        |
| Seguridad Social                                            |                    | Carlos Lupi                  | 1 de enero de 2023      | En el cargo             |         |         |        |
| Salud                                                       |                    | Nísia Trindade Lima          | 1 de enero de 2023      | En el cargo             |         | Ind.    |        |
| Trabajo y Empleo                                            |                    | Luiz Marinho                 | 1 de enero de 2023      | En el cargo             |         |         |        |
| Transportes                                                 |                    | Renan Filho                  | 1 de enero de 2023      | En el cargo             |         |         |        |
| Turismo                                                     |                    |                              |                         |                         |         |         |        |
|                                                             | Celso Sabino       | 14 de julio de 2023          | En el cargo             |                         |         | [ 9 ]   |        |
| Organismos con Estatus de Ministerio                        |                    |                              |                         |                         |         |         |        |
| Casa Civil                                                  |                    | Rui Costa                    | 1 de enero de 2023      | En el cargo             |         |         |        |
| Procuraduría General de la Unión                            |                    | Jorge Messias                | 1 de enero de 2023      | En el cargo             |         |         |        |
| Contraloría General de la Unión                             |                    | Vinícius Marques de Carvalho | 1 de enero de 2023      | En el cargo             |         | Ind.    |        |
| Oficina de Seguridad Institucional                          |                    | Gonçalves Dias               | 1 de enero de 2023      | 19 de abril de 2023     |         | Ind.    | [ 10 ] |
| Oficina de Seguridad Institucional                          |                    | Ricardo Cappelli             | 19 de abril de 2023     | 4 de mayo de 2023       |         | Ind.    | [ 11 ] |
| Oficina de Seguridad Institucional                          |                    | Marcos Amaro dos Santos      | 4 de mayo de 2023       | En el cargo             |         | Ind.    | [ 12 ] |
| Secretarías con Rango de Ministerio                         |                    |                              |                         |                         |         |         |        |
| Secretaria de Comunicación Social                           |                    | Paulo Pimenta                | 1 de enero de 2023      | En el cargo             |         |         |        |
| Secretaría General de la Presidencia de la República        |                    | Márcio Macêdo                | 1 de enero de 2023      | En el cargo             |         |         |        |

## Procedencia geográfica de los Ministros, Secretarios y órganos con estatus de Ministerio

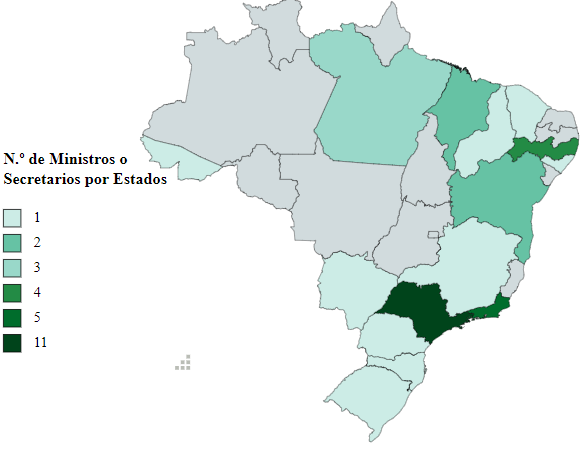
N.º de Ministros o Secretarios por Estados

| Estados              | Ministerio o Secretaria                                              | Nombre                       |
| -------------------- | -------------------------------------------------------------------- | ---------------------------- |
| Acre                 | Medio Ambiente y Cambio Climático                                    | Marina Silva                 |
| Alagoas              | Transportes                                                          | Renan Filho                  |
| Amapá                | -                                                                    | -                            |
| Amazonas             | -                                                                    | -                            |
| Bahía                | Cultura                                                              | Margareth Menezes            |
| Bahía                | Secretaría General de la Presidencia                                 | Márcio Macêdo                |
| Bahía                | Casa Civil                                                           | Rui Costa                    |
| Ceará                | Educación                                                            | Camilo Santana               |
| Espírito Santo       | -                                                                    | -                            |
| Goiás                | -                                                                    | -                            |
| Maranhão             | Comunicaciones                                                       | uscelino Filho               |
| Maranhão             | Justicia y Seguridad Pública                                         | Flávio Dino                  |
| Maranhão             | Pueblos Indígenas                                                    | Sônia Guajajara              |
| Mato Grosso          | -                                                                    | -                            |
| Mato Grosso del Sur  | Planificación y Presupuesto                                          | Simone Tebet                 |
| Minas Gerais         | Minas y Energía                                                      | Alexandre Silveira           |
| Pará                 | Ciudades                                                             | Jader Filho                  |
| Pará                 | Integración y Desarrollo Regional                                    | Waldez Goés                  |
| Paraíba              | -                                                                    | -                            |
| Paraná               | Agricultura y Ganadería                                              | Carlos Fávaro                |
| Pernambuco           | Presidente de Brasil                                                 | Luiz Inácio Lula da Silva    |
| Pernambuco           | Ciencia, Tecnología e Innovación                                     | Luciana Santos               |
| Pernambuco           | Defensa                                                              | José Múcio Monteiro          |
| Pernambuco           | Pesca y Acuicultura                                                  | André de Paula               |
| Pernambuco           | Abogado General de la Unión de Brasil                                | Jorge Messias                |
| Piauí                | Desarrollo y Asistencia Social, Familia y Combate Contra el Hambre   | Wellington Dias              |
| Río de Janeiro       | Gestión e Innovación en Servicios Públicos                           | Esther Dweck                 |
| Río de Janeiro       | Igualdad Racial                                                      | Anielle Franco               |
| Río de Janeiro       | Relaciones Exteriores                                                | Mauro Vieira                 |
| Río de Janeiro       | Salud                                                                | Nísia Trindade               |
| Río de Janeiro       | Turismo                                                              | Daniela Carneiro             |
| Río Grande del Norte | -                                                                    | -                            |
| Río Grande del Sur   | Secretaría Especial de Comunicación Social                           | Paulo Pimenta                |
| Roraima              | -                                                                    | -                            |
| Santa Catarina       | Deportes                                                             | Ana Moser                    |
| São Paulo            | Vicepresidencia de Brasil y Fomento, Industria, Comercio y Servicios | Geraldo Alckmin              |
| São Paulo            | Desarrollo Agrario y Agricultura Familiar                            | Paulo Teixeira               |
| São Paulo            | Derechos Humanos y Ciudadanía                                        | Silvio Almeida               |
| São Paulo            | Hacienda                                                             | Fernando Haddad              |
| São Paulo            | Mujeres                                                              | Cida Gonçalves               |
| São Paulo            | Puertos y Aeropuertos                                                | Márcio França                |
| São Paulo            | Previsión Social                                                     | Carlos Lupi                  |
| São Paulo            | Trabajo y Empleo                                                     | Luiz Marinho                 |
| São Paulo            | Secretaría de Relaciones Institucionales                             | Alexandre Padilha            |
| São Paulo            | Controladoria-General de la Union                                    | Vinícius Marques de Carvalho |
| São Paulo            | Gabinete de Seguridad Institucional                                  | Marco Edson Gonçalves Dias   |
| Sergipe              | -                                                                    | -                            |
| Tocantins            | -                                                                    | -                            |
| Distrito Federal     | -                                                                    | -                            |